# Tobias Mikaelsson
Tobias Mikaelsson (Ljungskile, 1988. november 17. –) svéd labdarúgó.

## Külső hivatkozások
- Személyes Blogja
- BBC hír a Port Vale-hez való igazolásáról
- Biográfia az ESPN honlapján Archiválva 2013. január 2-i dátummal az Archive.is-en